# التطعيم ضد فيروس كورونا في المملكة المتحدة
يعد برنامج التلقيح ضد كوفيد-19 في المملكة المتحدة حملة تمنيع جماعية مستمرة ضد كوفيد-19 في فترة انتشار الجائحة في المملكة المتحدة. مثّل انطلاق حملة التطعيم في المملكة المتحدة أول برنامج تمنيع جماعي في العالم ضد المرض، إذ بدأت في 8 ديسمبر 2020 بعد أن تلقت مارغريت كينان جرعتها الأولى من أصل جرعتين. أُعطيت 46,733,115 جرعة أولى و37,782,252 جرعة ثانية من اللقاح في جميع أنحاء المملكة المتحدة حتى تاريخ 30 يوليو 2021.
بدأت التطعيمات في 8 ديسمبر 2020. توجد ثلاثة لقاحات قيد الاستخدام حاليًا، جرى تطويرها من خلال شراكات معنية بين شركة فايزر وبيونتك (كوميرناتي)، وجامعة أكسفورد وأسترازينيكا (إيه زد دي 1222)، والمعهد الوطني الأمريكي للحساسية والأمراض المعدية وشركة موديرنا (مرنا -1273). توجد خمسة لقاحات أخرى لكوفيد-19 في مراحل مختلفة من التطوير حسب طلب البرنامج حتى تاريخ 8 مايو 2021.
تعطي المرحلة الأولى من توزيع اللقاح الأولوية للفئات الأكثر ضعفًا، حسب جدول يعتمد بصورة أساسية على العمر. جرى تعديل خطة التسليم في 30 ديسمبر 2020، ما أدى إلى تأخير الجرعات الثانية حتى يتمكن المزيد من الأشخاص من تلقي جرعتهم الأولى. أُعلن في 4 يناير 2021 عن هدف متمثل في إعطاء 15 مليون شخص من المجموعات الأربع ذات الأولوية القصوى جرعتهم الأولى بحلول منتصف فبراير 2021، وتحقق الهدف في 14 فبراير 2021. توفر اللقاح للمجموعات الخمس التالية بحلول 15 أبريل، مع إعطاء 32 مليون جرعة بحلول تلك المرحلة. باتت الجرعة الأولى من اللقاح متوفرةً لجميع البالغين الذين تزيد أعمارهم عن 18 عامًا في يونيو 2021.
تشمل مواقع التطعيم نقاط الممارسة الطبية العامة، ودور الرعاية والصيدليات، والمستشفيات. رُصد 2057 موقعًا للتلقيح تعمل في إنجلترا حتى تاريخ 21 مايو 2021. يوجد أكثر من 1100 موقع تطعيم نشط في اسكتلندا، بينما بلغ عددها 462 موقعًا في ويلز بحلول 25 مايو 2021. دخلت مواقع إضافية البرنامج بدءًا من 11 يناير 2021، بما فيها أماكن كبيرة مثل الملاعب الرياضية، مع افتتاح سبعة مراكز تطعيم جماعية في إنجلترا مبدئيًا وسبعة في ويلز.
أُصدرت إرشادات جديدة لمرضى الحساسية واختبارات الأضداد والمتغيرات الجديدة من فيروس سارس-كوف-2 (B.1.1.7 و B.1.617) واستخدام لقاح جامعة أكسفورد وأسترازينيكا (إيه زد دي 1222) للبالغين الأصغر سنًا في جميع المناطق التي يشملها البرنامج.
يتضمن البرنامج أيضًا شراء اللقاحات لأقاليم ما وراء البحار البريطانية وملحقات التاج البريطاني.

## الخلفية

### مسؤولية توزيع لقاح كوفيد-19
في 28 نوفمبر 2020، حُدد الدور الجديد لوكيل وزارة الخارجية البرلماني لنشر لقاح كوفيد-19 داخل وزارة الصحة والرعاية الاجتماعية في حكومة المملكة المتحدة، وكان ناظم الزهاوي أول من تولى هذا المنصب.

### لقاحات تحت الطلب
توجد العديد من لقاحات كوفيد-19 في مراحل مختلفة من التطوير حول العالم. قدمت الحكومة البريطانية طلبات للحصول على ما مجموعه 457 مليون جرعة من 8 لقاحات مختلفة حتى تاريخ 7 فبراير 2021، مع ارتفاع هذا الرقم إلى 507 ملايين جرعة بحلول 28 أبريل 2021. لا يساوي هذا الرقم عدد الأشخاص الذين يمكن تمنيعهم لأن معظم اللقاحات تتطلب أكثر من جرعة واحدة. فيما يلي تفصيل اللقاحات التي تؤخذ في الاعتبار لبرنامج التطعيم:
| اللقاح                 | المنشأ                                                 | تقدم اللقاح                     | الجرعات المطلوبة | الموافقة       | التوزيع       |
| ---------------------- | ------------------------------------------------------ | ------------------------------- | ---------------- | -------------- | ------------- |
| فايزر-بيونتك           | الولايات المتحدة/ألمانيا                               | المرحلة 3 من التجارب السريرية   | 100 مليون        | 2 ديسمبر 2020  | 8 ديسمبر 2020 |
| أكسفورد-أسترازينيكا    | المملكة المتحدة/السويد/الهند                           | المرحلة 3 من التجارب السريرية   | 100 مليون        | 30 ديسمبر 2020 | 4 يناير 2021  |
| موديرنا                | الولايات المتحدة                                       | المرحلة 3 من التجارب السريرية   | 17 مليون         | 8 يناير 2021   | 7 أبريل 2021  |
| جانسن (جونسون وجونسون) | الولايات المتحدة/بلجيكا/هولندا                         | المرحلة 3 من التجارب السريرية   | 20 مليون         | 28 مايو 2021   | قيد النظر     |
| نوفافاكس               | الولايات المتحدة/الهند                                 | المرحلة 3 من التجارب السريرية   | 60 مليون         | قيد النظر      | قيد النظر     |
| فالنيفا                | الاتحاد الأوروبي/المملكة المتحدة/كندا/الولايات المتحدة | المرحلة 3 من التجارب السريرية   | 100 مليون        | قيد النظر      | قيد النظر     |
| سانوفي-جي إس كي        | المملكة المتحدة/فرنسا                                  | المرحلة 1/2 من التجارب السريرية | 60 مليون         | قيد النظر      | قيد النظر     |
| كيورفاك                | ألمانيا                                                | المرحلة 3 من التجارب السريرية   | 50 مليون         | قيد النظر      | قيد النظر     |

## نبذة تاريخية

### الموافقات التنظيمية
أصبحت المملكة المتحدة في 2 ديسمبر 2020 أول دولة توافق على استخدام لقاح فايزر-بيونتك، الذي عُرف لاحقًا باسم لقاح كوميرناتي. أخذت الموافقة شكل تصريح مؤقت ممنوح من الوكالة التنظيمية للأدوية ومنتجات الرعاية الصحية (إم إتش آر إيه) بموجب البند 174 من لوائح الأدوية البشرية لعام 2012. إن الموافقة التنظيمية محصورة بموجب تسوية التفويض. وصلت الدفعة الأولى إلى المملكة المتحدة في اليوم التالي وخُزنت بدايةً في مركز سري قبل توزيعها على مراكز التطعيم في مستشفيات البلاد.
أصبحت المملكة المتحدة أيضًا أول دولة توافق على استخدام لقاح أكسفورد/أسترازينيكا في 30 ديسمبر 2020.
حصل لقاح موديرنا على الموافقة أيضًا وأصبح ثالث لقاح يدخل البرنامج في 8 يناير 2021.
في 28 يناير 2021، أظهرت نتائج تجارب لقاح نوفافاكس، التي أجريت في المملكة المتحدة وجنوب إفريقيا، فعالية اللقاح بنسبة 95.6% ضد سلالات سارس-كوف-2 الأصلية وبنسبة 85.6% ضد المتحور المثير للقلق 202012/01، لتعمم النتائج في المملكة المتحدة. ذكرت الشركة أنها بدأت عملية طلب تصريح للاستخدام في المملكة المتحدة. يُذكر أن لقاح نوفافاكس أول لقاح تُختبر فعاليته في التجارب السريرية ضد المتحور المثير للقلق السائد في المملكة المتحدة 202012/01. أظهر اللقاح أيضًا في التجارب السريرية للمشاركين غير المصابين بفيروس نقص المناعة البشرية فعالية بنسبة 60% ضد متغير 501.V2؛ سلالة سارس-كوف-2 التي اكتُشفت للمرة الأولى في جنوب أفريقيا.
أصبح لقاح جانسن في 28 مايو 2021 رابع لقاح يوافق عليه في المملكة المتحدة.

### الجدول الزمني لطرح اللقاح
يسرد هذا الجدول الزمني التوافر العام لمواعيد اللقاح في إنجلترا، حسب التاريخ. اختلفت التواريخ الدقيقة قليلًا في اسكتلندا وويلز وأيرلندا الشمالية (غير مدرجة هنا).
| تاريخ البدء                                 | إتاحة المواعيد | فئة الأولوية            | المصدر |
| ------------------------------------------- | --- | ----------------------- | ------ |
| 8 ديسمبر 2020                               | المقيمون في دور الرعاية الخاصة بكبار السن ومقدمي الرعاية لهم؛ وجميع الذين يبلغون من العمر 80 سنة أو أكثر                                           | 1 وجزء من المجموعة 2    |        |
| الإجراءات المنصوص عليها في 9 و14 يناير 2021 | عمال الرعاية الاجتماعية والصحية على الخطوط الأمامية في مواجهة الفيروس                                                                              | جزء من المجموعة 2       |        |
| 18 يناير 2021                               | جميع الذين تبلغ أعمارهم 70 سنة أو أكثر، والأفراد المعرضون للخطر سريريًا بشدة                                                                        | 3 و4                    |        |
| 15 فبراير 2021                              | جميع الذين تبلغ أعمارهم 65 سنة أو أكثر، وأولئك الذين تتراوح أعمارهم بين 16 و64 ويعانون أمراضًا مستبطنة تجعلهم أكثر عرضة للإصابة بأمراض خطيرة والموت | 5 و6                    |        |
| 1 مارس 2021                                 | جميع الذين تبلغ أعمارهم 60 سنة أو أكثر | 7                       |        |
| 6 مارس 2021                                 | جميع الذين تبلغ أعمارهم 56 سنة أو أكثر | 8 (عُدل العمر من 55 سنة) |        |
| 17 مارس 2021                                | جميع الذين تبلغ أعمارهم 50 سنة أو أكثر | 9                       |        |
| 13 أبريل 2021                               | جميع الذين تبلغ أعمارهم 45 سنة أو أكثر |                         |        |
| 26 أبريل 2021                               | جميع الذين تبلغ أعمارهم 44 سنة أو أكثر |                         |        |
| 27 أبريل 2021                               | جميع الذين تبلغ أعمارهم 42 سنة أو أكثر |                         |        |
| 30 أبريل 2021                               | جميع الذين تبلغ أعمارهم 40 سنة أو أكثر |                         |        |
| 13 مايو 2021                                | جميع الذين تبلغ أعمارهم 38 سنة أو أكثر |                         |        |
| 18 مايو 2021                                | جميع الذين تبلغ أعمارهم 36 سنة أو أكثر |                         |        |
| 20 مايو 2021                                | جميع الذين تبلغ أعمارهم 34 سنة أو أكثر |                         |        |
| 22 مايو 2021                                | جميع الذين تبلغ أعمارهم 32 سنة أو أكثر |                         |        |
| 26 مايو 2021                                | جميع الذين تبلغ أعمارهم 30 سنة أو أكثر |                         |        |
| 8 يونيو 2021                                | جميع الذين تبلغ أعمارهم 25 سنة أو أكثر |                         |        |
| 15 يونيو 2021                               | جميع الذين تبلغ أعمارهم 23 سنة أو أكثر |                         |        |
| 16 يونيو 2021                               | جميع الذين تبلغ أعمارهم 21 سنة أو أكثر |                         |        |
| 18 يونيو 2021                               | جميع البالغين (أي الذي تبلغ أعمارهم 18 سنة أو أكثر                                                                                                 |                         |        |

أصبحت مارغريت كينان صاحبة التسعين عامًا في 8 ديسمبر 2020 عامًا أول شخص في العالم (خارج سياق التجارب السريرية) يتلقى لقاح فايزر-بيونتك مع بدء طرح اللقاحات، بينما كان ويليام شكسبير البالغ من العمر 81 عامًا، من وارويكشاير، ثاني شخص، وأول ذكر يُطعم. تمت عمليتا التطعيم في مستشفى كوفنتري الجامعي. أصبح برايان بينكر البالغ من العمر 82 عامًا أول شخص (خارج التجارب السريرية) يتلقى لقاح أكسفورد-أسترازينيكا في 4 يناير 2021، إذ حصل على اللقاح في مستشفى تشرشل، أكسفورد. وصف وزير الصحة الإنجليزي، مات هانكوك، عملية التطعيم بأنها «لحظة محورية» في البرنامج، لأن هذا اللقاح يوفر سهولة أكبر في عمليتي النقل والتخزين، ولا يتطلب حفظه سوى درجات حرارة عادية في الثلاجة. بدأت ستة مستشفيات في إنجلترا بطرح لقاح أكسفورد باستخدام الدفعة الأولى المكونة من نحو 530,000 جرعة.
تلقت الملكة، البالغة من العمر آنذاك 94 عامًا، والأمير الراحل فيليب، 99 عامًا، التطعيمات داخل مقر إقامتهما في قصر وندسور في 9 يناير 2021. حذا الأمير ويليام حذوهما بعد أسبوع لتشجيع الجميع على تلقي اللقاح بعد سماع أخبار الجدل حول استخدام اللقاح.
بدأ توفير اللقاح لمن تجاوزوا السبعين من العمر والمعرضين للخطر سريريًا في 18 يناير 2021، إذ ينتمي هؤلاء للمجموعة الرابعة من بين مجموعات الأولوية والمجموعة النهائية اللازمة لإكمال هدف الحكومة الأولي المزعم إتمامه في 15 فبراير.
أُعطي أكثر من 20 مليون جرعة أولى بحلول 28 فبراير 2021.
تلقى رئيس الوزراء بوريس جونسون جرعته الأولى من لقاح أسترازينيكا في مستشفى سانت توماس في 20 مارس. حصل أكثر من 26 مليون شخص على جرعتهم الأولى من لقاح كوفيد-19 بحلول هذه المرحلة.
أصبحت إيل تايلور البالغة من العمر 24 عامًا أول شخص في المملكة المتحدة (خارج سياق التجارب السريرية) يتلقى لقاح موديرنا في 7 أبريل 2021. أُعطيت الآنسة تايلور، مقدمة رعاية غير مدفوعة الأجر من أمانفورد، لقاحها في مستشفى غلانغويلي العام في كارمارثين.